# 贾心斋
贾心斋（1884年—1964年），男，河南滑县人，中华人民共和国军事政治人物，冀鲁豫抗日根据地领导人之一。曾任河南省人民委员会副省长。

## 生平
1954年，当选第一届全国人民代表大会代表。
1964年4月23日在郑州逝世。享年80岁。